# Електронски сертификат
Електронски сертификат представља механизам за поуздано придруживање између идентитета одређеног корисника и његовог јавног кључа за примену асиметричног криптографског алгоритма, тј. имплицира да је сертификационо тело (издавалац електронског сертификата), као „трећа страна од поверења“, проверила да дати јавни кључ припада дефинисаном кориснику и да својим потписом сертификује да је то истинито. 
Располагање јавним кључем потписника је услов за поуздану верификацију електронског потписа. Страна која врши верификацију мора бити сигурна да дати јавни кључ представља криптографски пар са тајним кључем којим је порука електронски потписана. Јавни и тајни кључ асиметричног криптографског алгоритма су две велике бројне величине и немају детерминистичку везу са идентитетом било ког правног или физичког лица.
Имајући на располагању електронски сертификат одређеног субјекта, могуће је извршити верификацију електронског потписа порука које је тај субјект потписао. Уколико је верификација успешна, верификатор је сигуран у интегритет поруке, у аутентичност њеног потписника и у немогућност накнадног порицања датог потписника за издавање дате поруке.